# Вељко Миланковић
Вељко Миланковић (Кремна, 5. јануар 1955 — Београд, 14. фебруар 1993) био је оснивач и командант батаљона Вукови са Вучијака.

## Биографија

### Предратни живот
Вељко је рођен у селу Кремна код Прњавора, 5. јануара 1955. године. По професији је био саобраћајни техничар. Неко време пре рата је провео у затвору. Како за њега наводи Немања Васић, ратни председник општине Прњавор, Вељко је је био "и херој, и криминалац. Народ га је обожавао, али га се и плашио".

### Рат
На Видовдан 28. јуна 1991. године, одлучује да помогне свом народу у рату који је тада захватио Југославију. Иде у место Голубић, код Книна, и тамо завршава обуку код Капетана Драгана. Миланковић се истицао на обуци као веома дисциплинован и добар војник и по завршетку обуке добија чин поручника. У родном крају формира јединицу "Вукови с Вучијака". Убрзо он и његови „Вучјаци“ постају истакнути борци и јунаци. Били су свуда где су се водиле тешке борбе, Модрича, Дервента, Јасеновац, Пакрац, Окучани, Босанска и Книнска Крајина.
Августа 1991. године са својом ослабљеном јединицом заузео је Јасеновац, било их је свега 46 у тој акцији. Заробили су 2 непријатељска М-84 тенка, један оклопни транспортер, веће количине пешадијског наоружања и муниције, комплетно наоружање, опрема и муниција из ојачане станице усташке полиције. Ослободиоци нису имали губитака. Када је ова порука стигла до мајора ЈНА, који је био поверен генералу Николи Узелцу, нису могли да поверују - ''Немогуће! Па њих је, после прекјучерашње одбране Окучана, остало свега четрдесет шесторица!''. Убрзо након тога стиже и писмо да је ојачани вод Вукова са Вучијака савладао хрватске снаге на Брочицама, при чему су убили 37 непријатеља и ранили више десетина. Снаге Вељка Миланковића прошле су без губитака. Исте вечери, Вељко Миланковић шаље писмо из Јасеновца у коме пише следеће: ''Имамо поуздана сазнања да Новску у овом тренутку не брани више од сто двадесет усташа. Томе треба додати и известан број оних који су се у расулу повукли из рејона Јасеновца ка Новској. Ово је јединствена прилика да се, без великих проблема, успостави наша контрола над овим важним местом. Тражимо хитно одобрење за напад."
Крајем фебруара 1992. године је рањен током борби код села Смртић у Западној Славонији, одакле је пребачен у Бању Луку где је оперисан и превезен на ВМА ради лечења.
Веома значајну, ако не и пресудну, улогу је имао у пробијању „Коридора Живота“. Иако је имао гипс на нози, одбијао је да оде из борбе, и са својим војницима је први био у пробијању „чврстог коридора“. Као командант јединице током пробијања коридора водио је борбе код Добор Куле (1. јул 1992.), Бијелог Брда, Јакеша, Чардакa, Цера, Модриче (26. јун 1992.) и Оџака (12. јул 1992.).
Јунаштво Вељка и његових бораца остаће запамћено у аналима овог рата: „Момци „вечитог поручника Миланковића“ извели су једини класичан јуриш „на нож“ виђен у рату 1992. године. Крећући у напад на забункерисано брдо Јакеш развили су се у стрелце, изнели заставу у прве редове и после команде „НОЖ НА ПУШКЕ“ полетели грудима на непријатељске ровове... Девет их је погинуло, двадесетак рањено – Јакеш је пао.”
Тешко је рањен у уличним борбама у селу Кашић (општина Бенковац) 4. фебруара 1993. године када је током дејства артиљерије у операцији Масленица погођен у десну страну груди. Умро је 14. фебруара на ВМА у Београду. Три дана касније сахрањен је на родној Кремни.
Дана 23. јуна 1993. посмртно је одликован орденом Милоша Обилића.